# Histoire du mouvement indépendantiste québécois
 (décembre 2023).
Si vous disposez d'ouvrages ou d'articles de référence ou si vous connaissez des sites web de qualité traitant du thème abordé ici, merci de compléter l'article en donnant les références utiles à sa vérifiabilité et en les liant à la section « Notes et références ».
Le mouvement souverainiste du Québec est un mouvement politique dont l'objectif est de réaliser la souveraineté du Québec, province du Canada depuis 1867, en toutes matières auxquelles se rapporte toute disposition d'ordre public qui est applicable sur son territoire. Les souverainistes proposent au peuple québécois de faire usage de son droit à l'autodétermination — principe qui comporte la possibilité de choisir entre l'intégration à un État tiers, l'association politique avec un autre État ou l'indépendance — afin qu'il se donne collectivement, par des moyens démocratiques, son premier État à constitution indépendante.
Les souverainistes québécois sont d'avis qu'avec un tel État souverain, la nation québécoise sera mieux outillée pour promouvoir son propre développement économique, social, écologique et, bien entendu, culturel. Le mouvement souverainiste du Québec se fonde sur le nationalisme québécois.

## Origines
Le souverainisme et la souveraineté sont des termes issus du mouvement moderne en faveur de l'indépendance politique du Québec. Cependant, les racines du désir d'autonomie politique des Québécois sont beaucoup plus anciennes. On peut songer à l'Alliance laurentienne de 1957, au sursaut nationaliste de l'émeute du 17 mars 1955, à Jules-Paul Tardivel; qui a été l'un des premiers Québécois à préconiser l'indépendance du Québec et l'instauration d'une république, membre de la rédaction de La Minerve vers 1874, un journal conservateur de l'époque. Également on peut penser aux écrits de Lionel Groulx dans les années 1920, à la Motion Francoeur de Joseph-Napoléon Francoeur en janvier 1918, au Mouvement patriote du XIXe siècle, et même à l'apparition d'une conscience et d'une identité nationale canadienne à l'époque de la Nouvelle-France.
Le nationalisme francophone en Amérique remonte jusqu'à 1534, année de la découverte du Canada par Jacques Cartier, et plus particulièrement à 1608, année de la fondation de la ville de Québec par Samuel de Champlain, premier lieu d'habitation permanente chez les colons français et leurs descendants en Nouvelle-France. Le mouvement de restauration des droits des Canadiens français est la période de l'histoire du Québec suivant immédiatement la Proclamation royale de 1763, par suite de la conquête britannique de 1760 en Nouvelle-France. Cette période s'étale jusqu'à la fin du XVIIIe siècle, mais est toutefois entrecoupée par l'Acte de Québec de 1774 qui acquiesce à certaines demandes. Cependant, le mouvement de réforme chez les commerçants britanniques mène à l'Acte constitutionnel de 1791, lequel instaure le système législatif britannique et relance le mouvement de défense des droits des Canadiens français au Bas-Canada.
Le mouvement patriote est cette période de l'histoire du Québec commençant au début du XIXe siècle avec la fondation du Parti canadien par les Canadiens français. Il se démarque par une résistance notoire face aux politiques du parti conservateur britannique (Tory party) (communément appelé, la Clique du Château).

« Les perfides projets des autorités britanniques ont brisé tous les liens de sympathie avec une mère-patrie qui se montre insensible. Une séparation est commencée entre des parties dont il ne sera jamais possible de cimenter l'union de nouveau, mais qui se poursuivra avec une vigueur croissante, jusqu'à ce qu'un de ces événements inopinés et imprévus tels qu'il s'en offre de temps à autre dans la marche des temps actuels, nous ait fourni une occasion favorable de prendre notre rang parmi les souverainetés indépendantes de l'Amérique. Nous avons laissé échapper deux superbes occasions [la Guerre d'indépendance des États-Unis et la Guerre de 1812] : tenons-nous tous préparés pour une troisième »

— Adresse des Fils de la Liberté (1837)
La Survivance est une période de l'histoire du Québec débutant après la défaite des Patriotes aux rébellions de 1837-1838. Elle est la conséquence directe de l'entrée en vigueur de l'Acte d'Union de 1840, lequel implanta un système dont le but était l'assimilation culturelle et linguistique des Canadiens français à la culture britannique. L'expression dénotait une stratégie de survie promue par les ultramontains de l'Église catholique afin de protéger la culture canadienne-française. En plus de la revanche des berceaux, elle se définit par le développement d'un caractère flegmatique face à l'arrivée massive d'immigrants britanniques ainsi que par le maintien constant d'une simple apparence de subordination à l'adversité. Dans cet esprit, certains Canadiens français quittèrent le Québec, pendant cette période, en quête d'une sécurité d'emploi et d'une protection de leur culture. Ce phénomène, mieux connu sous le nom de « Grande Hémorragie », est à l'origine de la diaspora québécoise. Il mena à la création de mouvements permanents de résistance dans des régions telles la Nouvelle-Angleterre, la Floride, le nord de l'Ontario, les Prairies et l'Ouest canadien. Des groupes de francophones nationalistes hors Québec promeuvent ainsi depuis lors l'identité culturelle québécoise francophone au même titre que le mouvement patriotique de l'Acadie dans les provinces maritimes et en Louisiane, représenté par la Société nationale de l'Acadie depuis 1881.
L'arrivée au pouvoir de Louis-Alexandre Taschereau, en 1920, créa toutefois un bouleversement dans la société canadienne-française pendant la majeure partie de l'entre-deux-guerres. La confrontation et la divergence d'opinions politiques mena à la montée d'un nouveau nationalisme promu par Maurice Duplessis et le parti de l'Union nationale. La période de la Grande noirceur, de 1944 à 1959, en refléta les attributs jusqu'à la révolution tranquille dans les années 1960.
Avant cette période toutefois, les nationalistes francophones, en tant que Canayens, considéraient le Canada comme étant leur nation, laquelle avait été fondée en Nouvelle-France, puis était maintenant envahie par les Anglais. Alors que, pour eux, les seuls Canadiens étaient les descendants des colons français de la Nouvelle-France, les Anglais ayant envahi le Canada demeuraient une portion de la nation rattachée au Royaume-Uni. Le mouvement souverainiste marque toutefois une séparation avec cette période depuis qu'il a pris son essor pendant la révolution tranquille, avec René Lévesque comme figure principale. Avec les diverses stratégies entamées depuis sa montée, il constitue depuis lors une continuité dans le nationalisme francophone en terre d'Amérique, tout en ayant adopté un patriotisme québécois et, en l'occurrence, un changement d'identifiant.

## La décolonisation
Les pionniers du mouvement indépendantiste québécois deviennent actifs durant la période dite de la décolonisation, soit de la fin de la Seconde Guerre mondiale au début des années 1960. Durant cette période, plusieurs anciennes colonies européennes, comme le Cameroun, le Congo, le Sénégal, l'Algérie ou la Jamaïque, obtiennent leur indépendance politique.
Les premiers militants de l'indépendance du Québec considéraient le Québec une colonie du Canada fédéral, lui-même un instrument de l'impérialisme britannique. De nombreux activistes furent influencés par les écrits d'auteurs comme Frantz Fanon, Albert Memmi, Léopold Sédar Senghor, Aimé Césaire et Karl Marx. Pour beaucoup, Cuba était le nouvel idéal.
C'est donc un peu avant et pendant la Révolution tranquille que le mouvement indépendantiste se forge des bases populaires, principalement chez les intellectuels de gauche, les étudiants, et les travailleurs. À cette époque, ni les nationalistes traditionnels de l'Union nationale ni ceux du Parti libéral du Québec ne sont partisans de l'indépendance. Malgré des slogans électoraux tels Maîtres chez nous chez les libéraux, et Égalité ou indépendance chez les unionistes, aucun des deux principaux partis n'articule de politique qui va au-delà de simples demandes de réformes constitutionnelles.
La Révolution tranquille a entraîné des changements considérables au Québec dans les années 1960. Par exemple, le soutien à l'indépendance commença à se répandre dans certains milieux. La première organisation dédiée à l'indépendance du Québec était l'Alliance laurentienne fondée par Raymond Barbeau le 25 janvier 1957.
Le Rassemblement pour l'indépendance nationale (RIN) est fondé le 10 septembre 1960. Le 9 août de la même année, Raoul Roy créait l'Action socialiste pour l'indépendance du Québec (ASIQ). Le 31 octobre 1962, le Comité de libération nationale, puis en novembre le Réseau de Résistance, deux groupes composés de membres du RIN, qui furent créés pour organiser des actions illégales, mais non violentes, telles que le vandalisme ou la désobéissance civile. En février 1963, le Front de libération du Québec (FLQ) est fondé par trois membres du RIN qui s'étaient rencontrés dans le Réseau de résistance. Ils sont Georges Schoeters, Raymond Villeneuve, et Gabriel Hudon. Le projet politique de l'ASIQ, qui associait indépendance et socialisme fut une source importante d'influence des idées du FLQ. C'est cependant Pierre Vallières qui deviendra le porte-parole felquiste le plus médiatisé, surtout après la parution de son récit autobiographique Nègres blancs d'Amérique, qu'il écrit alors qu'il est en prison.
En mars 1963, le RIN devient un parti politique provincial. En septembre 1964, le Regroupement National (RN), plus conservateur, devient à son tour un parti, avant de changer son nom pour Ralliement national en 1966 à la suite de l'arrivée de créditistes indépendantistes.
En 1964, sous la présidence de Pierre Bourgault, le RIN devient un parti politique provincial. En 1965, le Ralliement national (RN), plus conservateur que le RIN, devient à son tour un parti.

## La naissance du Parti québécois
En octobre 1967, René Lévesque quitte le Parti libéral du Québec à la suite du refus de la direction du parti de discuter de son projet de souveraineté-association lors de la convention annuelle de 1967. Avec quelques autres libéraux dissidents, Lévesque fonde le Mouvement Souveraineté-Association (MSA) et tente d'unir les divers partisans de la souveraineté, ce que le RIN tente aussi de faire depuis 1960. La fragmentation des forces indépendantistes, leur marginalité relative sur la scène politique québécoise, préoccupait beaucoup certains leaders du mouvement. Lévesque se disait entre autres particulièrement conscient de la nécessité d'offrir une alternative pacifique crédible au FLQ, qui à l'époque prônait la violence et recrutait principalement chez les étudiants.
En 1968, le MSA tient son premier (et dernier) congrès national dans la ville de Québec. Le RN et le MSA s'accordent sur la création du Parti québécois (PQ), mais sans accord formel avec le RIN. Cependant, plus tard dans le mois, Pierre Bourgault, leader du RIN, dissout son parti et invite les membres à se joindre au PQ.
Le 19 septembre 1969, l'économiste Jacques Parizeau se joint au Parti québécois.
Aux élections générales de 1970, le PQ obtient 23,06 % du vote des électeurs et fait élire sept députés. Réné Lévesque perd par contre l'élection dans la circonscription de Mont-Royal. C'est le libéral André Marchand qui sera élu.
Aux élections générales de 1973, le PQ obtient 30,22 % du vote des électeurs, un gain de 7,2 % par rapport à l'élection précédente. Même si seulement six députés péquistes iront représenter le parti à l'Assemblée nationale, le PQ forme maintenant l'opposition officielle. La distorsion évidente entre l'appui populaire et le nombre de sièges attribué au parti fera de René Lévesque un ardent promoteur d'une réforme du mode de scrutin.

## Le référendum de 1980

Logo du comité du OUI lors du référendum de 1980

À sa troisième tentative, le Parti québécois obtient finalement la majorité des sièges à l'Assemblée nationale lors de l'élection du 15 novembre 1976. Avec 41,37 % des voix, le parti envoie 71 députés au Parlement du Québec. Faisant perdre de nombreuses plumes à la fois au Parti libéral et à l'Union nationale, qui n'obtinrent respectivement que 33,78 % et 18,20 % des voix. La prise du pouvoir sans opposition du PQ altérera la politique québécoise de façon considérable.
En 1977, le PQ passe trois lois d'importance, soit la Loi sur le financement des partis politiques qui met fin à ce qu'on appelait à l'époque les caisses occultes, la Loi sur les consultations populaires qui vint baliser le processus référendaire, et la fameuse loi 101, la Charte de la langue française, la première véritable politique d'aménagement linguistique du Québec. Le 17 mai, le ministre Robert Burns démissionne en affirmant à la presse que, selon lui, le PQ allait perdre son référendum et ne serait pas réélu par la suite.
Lors du septième congrès national du PQ de juin 1979, les membres adoptent leur stratégie référendaire. Le gouvernement débute alors une campagne de promotion de la souveraineté-association. Le gouvernement fait entre autres connaître la nature des relations économiques et politiques souhaités avec le reste du Canada après l'indépendance. Le projet de souveraineté-association finalisée incluait une proposition d'union douanière et monétaire entre le Québec et le Canada.
Le projet de souveraineté-association est soumis au vote des électeurs québécois lors d'un référendum, le 20 mai 1980. Le projet est rejeté par 60 % de l'électorat.
En septembre, le PQ crée un comité national des anglophones et un comité de liaison avec les minorités ethniques du Québec, qui ont rejeté le projet péquiste de façon presque unanime. En effet, l'analyse des résultats du vote permet de déceler un clivage important entre la façon de voter des francophones et celle des non-francophones. Malgré l'échec de son référendum, le Parti québécois se pose plutôt en « bon gouvernement » et ne s'engage pas à tenir un référendum lors de son deuxième mandat. Le gouvernement Lévesque étant très populaire, l'électorat le reporte au pouvoir à l'élection 1981 avec une majorité parlementaire plus grande qu'en 1976, et 49,2 % des suffrages exprimés.

## Période post référendaire (1995 à aujourd'hui)
Ébauche :
- 1995-1997 : le Oui est autour de 50 % de la fin 1995 jusqu'à l'arrivée du budget du déficit zéro en 1997
- 1998 : élection : autre majorité au PQ
- 1998 : Renvoi relatif à la sécession du Québec
- 2000 : Loi sur la clarté référendaire au fédéral, conduisant à Loi sur l'exercice des droits fondamentaux et des prérogatives du peuple québécois et de l'État du Québec au provincial
- 2003 : élection : défaite du PQ
- 2004-2005 : scandale des commandites : le Oui redevient temporairement majoritaire
- environ en 2006, les sondages arrêtent de poser la question référendaire de 1995 telle quelle pour la remplacer par une question plus simple dans laquelle on ne mentionne pas le « Partenariat » : d'une question à l'autre, le Oui est alors de 8 à 12 points plus bas.
- 2006 : Fondation du parti politique Québec Solidaire (QS), Parti de gauche se déclarant indépendantiste.
- 2007 : élection : le PQ tombe en 3e place, au profit de l’ADQ de Mario Dumont, jusqu'à la fin 2008. Le 7 juin 2009, le Parti québécois a dévoilé le plan pour un Québec souverain. Ce plan est la stratégie du Parti québécois pour parvenir à réaliser l'indépendance du Québec.
- 2007-2012 : le président de la France prend position contre l'indépendance du Québec, rompant avec la position du « ni-ni » (« ni ingérence ni indifférence ») officiellement en vigueur avant et après cette période.
- 2011 : fondation de la CAQ et d'ON
- 2012-2014 : PQ,QS,ON appuient les carrés rouges, contrairement à PLQ,CAQ ; élection : le PQ minoritaire, la « gouvernance souverainiste »,

2014 : L'arrivée de Pierre Karl Péladeau comme candidat péquiste dans Saint-Jérôme fait dévier la campagne du PQ. Le PQ retourne dans l’opposition avec 30 élus, et le PLQ est de retour au gouvernement. ; le Conseil de la Souveraineté du Québec change de mandat et de nom (Organisations unies pour l'indépendance du Québec)
- 2015-2016 : Pierre-Karl Péladeau à la tête du PQ ; et durant cette période, le Oui remonte ponctuellement à 44 % selon 2 sondeurs différents (Léger et CROP), ce qui est la dernière pointe au dessus de 40 %.
- 2017 : beaucoup moins de sondages posent la question référendaire : Léger arrête d'en faire une question régulière après le sondage de mars 2017 (qui dit 36% après répartition), mais la repose au moins une fois, en mai 2018 (36 % aussi) ; CROP cesse tout sondage d'intentions de vote après celui de janvier 2017 jusqu'à juin 2018, et à ce retour la question référendaire n'est plus là. D'autres sondeurs arrivent (Mainstreet, Ipsos, Forum) mais ne posent pas cette question. Tentative de convergence entre le PQ, alors dirigé par Jean-François Lisée et QS. Ce dernier rejette le projet. Fusion d’ON avec QS.
- 2014-2018 : tentatives du Bloc québécois de devenir plus proactif en matière d'indépendance (élection de Beaulieu comme chef jusqu'à vote de confiance sur Ouellet à 32 % des membres). En mars 2018, Léger dit que les électeurs du Bloc sont à 31 % en faveur (et 69%  contre) de mettre la priorité sur « promouvoir la souveraineté » vs « Défendre les intérêts des Québécois ».
- 2018 : élection : le PQ en 3e/4e place, les électeurs de partis officiellement indépendantistes forment 2 moitiés quasi-égales pour un total de 20 députés. Dirigé par François Legault, ancien ministre péquiste, la CAQ est élu au gouvernement, sous une gouvernance à saveur autonomiste.